# 中谷幹人
中谷 幹人（なかたに みきと、1972年10月27日 - ）は、日本のピアニスト、作曲家、アレンジャーである。

## 来歴
東京都出身。クラシックピアノを貴堂晴美に師事。大学卒業後、アンミュージックスクールにてジャズピアノを欠田芳憲に師事。在学中よりキーボーディストとして活動を開始。
現在までジャズを中心に数多くのアーティストのコンサート・テレビ収録等に参加し幅広く活動中である。
2015年、高野山1200年イベントにてシンセサイザーパフォーマンスを披露。

## 人物
尊敬するジャズピアニストとしてミシェル・ペトルチアーニ（1998年没）を挙げている。

## メディア出演
フジテレビ『ミュージックフェア』、TBS『日本レコード大賞』、BS朝日『日本の名曲 世界の名曲 人生、歌がある』、WOWOW　福田雄一×井上芳雄『グリーン＆ブラックス』ほか多数。
ミュージカル
- マイケルジャクソン 「THRILLER Live in JAPAN／スリラーライブ日本公演」
- 東宝「シンデレラストーリー」

## コンサート
杉良太郎、五木ひろし、小林幸子、あおい輝彦、坂本冬美、氷川きよし、千昌夫、布施辰德、小林旭、デイヴ平尾、小金沢昇司、紫吹淳、工藤慎太郎、木根尚登（TM NETWORK）、江木俊夫（フォーリーブス）、浅香唯、島津亜矢、山内恵介、マルシア、加納孝政（ラグフェア）、クミコ、香西かおり、市川由紀乃、藤岡友香、パクジュニョン、井上芳雄、カーティスレイドロシー（ドリフターズ）、myunとyayo～、ナオミグレース、4PM ほか多数

## ディスコグラフィ
- アルバム
  - 「Marble」（2013年）
- ミニアルバム（配信限定）
  - 「リラクシング・ジャズピアノ  I ～カフェ・ジブリ」（2022年）
  - 「リラクシング・ジャズピアノ II ～カフェ・ディズニー」（2022年）
  - 「リラクシング・ジャズピアノIII～ラブ・ソングス」（2022年）
  - 「リラクシング・ジャズピアノⅣ～ハロウィン」（2022年）
- 楽曲提供　myunとyayo
  - ヒミツの夏  作詞/myun　作曲・編曲/中谷幹人
  - ずるいひと  作詞/中村弥生子　作曲・編曲/中谷幹人
  - 誰よりも好き 作詞/中村弥生子　作曲・編曲/中谷幹人
  - 手編みの帽子 作詞/myun　作曲・編曲/中谷幹人
  - ちょっとだけ恋　作詞/myun　作曲・編曲/中谷幹人

## 著書
- 弾きたい!ポピュラー・ピアノ「バッハ　ミーツ　ポップス!」カワイ出版（2021）
- 弾きたい!ポピュラー・ピアノ「サン＝サーンス　ミーツ　ポップス!」カワイ出版（2021）
- 弾きたい!ポピュラー・ピアノ「ベートーベン ミーツ ポップス!」カワイ出版（2020）
- 弾きたい!ポピュラー・ピアノ「ブルクミュラー ミーツ　ポップス!」カワイ出版（2020）

　共著
- ヒーリング・ジャズ「草原のアダージョ」ピアノソロ　欠田芳憲他編（2000）

- ヒーリング・ジャズ「海のアダージョ」ピアノソロ　欠田芳憲他編（2001）

- ヒーリング・ジャズ「夢のアダージョ」ピアノソロ　欠田芳憲他編（2001）